# Гайлингер, Рудольф
Рудольф Гайлингер (нем. Rudolf Geilinger; 6 мая 1848 года, Винтертур, Швейцария — 23 января 1911 года, там же) — швейцарский государственный деятель, президент Национального совета Швейцарии (1899—1900).

## Биография
Родился в семье текстильного фабриканта. На производстве отца обучался как торговец и текстильщик. Продолжил обучение во французском Лионе и в 1869 г. в течение года — в Лейпцигской консерватории. После смерти отца покинул семейный бизнес и занялся классической филологией.
1878 г. — избран в городской совет Винтертура, в 1879—1911 гг. — председатель городского общинного совета,
1879—1911 гг. — член кантонального совета Шаффхаузен, в 1896 г. — его президент,
1884—1911 гг. — член Национального совета Швейцарии, в 1899—1900 гг. — его президент.
На федеральном уровне выступал за национализацию железных дорог и отстаивал введения предварительного обучения военному делу.
В 1875—1885 гг. являлся президентом Музыкальной коллегии Винтертура, в 1875—1911 гг. — школьный советник (Schulrat) Винетртура, с 1881 г. — президент совета, с 1909 г. входил также в состав совета по вопросам воспитания.
В 1884—1911 гг. — член правления Банка Винтертура и в нескольких железнодорожных компаниях. Сыграл важную роль в формировании стратегии развития города после банкротства Национальной железной дороги.
В 1902 г. — начальник укреплений Сен-Морис и Готтард. Генерал-майор.
В городском оркестре он был соучредителем и на протяжении всей жизни выступал в качестве скрипача.